# Ла-Валетта-Бріанца
Ла-Валетта-Бріанца, Переґо (італ. La Valletta Brianza) — муніципалітет в Італії, у регіоні Ломбардія, провінція Лекко. Муніципалітет утворено 27 січня 2015 року шляхом об'єднання муніципалітетів Перего, Рованьяте.
Ла-Валетта-Бріанца розташоване на відстані близько 500 км на північний захід від Рима, 33 км на північний схід від Мілана, 14 км на південь від Лекко.
Населення — 4687 осіб (2015).

## Демографія
Населення за роками:

Станом на 1 січня 2023 року в муніципалітеті офіційно проживало 365 іноземців з 34 країн, серед них 39 громадян країн Євросоюзу та 4 громадяни України.

## Сусідні муніципалітети
- Міссалья
- Монтевеккія
- Сірторі
- Кастелло-ді-Бріанца
- Ольджате-Мольгора
- Санта-Марія-Ое